# Nicolosi
Nicolosi est une commune de la province de Catane dans la région Sicile en Italie.

## Administration
| Période                                  | Période  | Identité       | Étiquette | Qualité |
| ---------------------------------------- | -------- | -------------- | --------- | ------- |
| 7 mai 2012                               | En cours | Antonino Borzì |           |         |
| Les données manquantes sont à compléter. |          |                |           |         |

### Communes limitrophes
Adrano, Belpasso, Biancavilla, Bronte, Castiglione di Sicilia, Maletto, Mascalucia, Pedara, Randazzo, Sant'Alfio, Zafferana Etnea

## Jumelages
Città Sant'Angelo (Italie)

## Domaine skiable
Nicolosi accueille la plus grande station de ski de Sicile, "Etna-Sud". Le domaine skiable, desservi notamment par une télécabine 6-places, compte 10 km de pistes. Il fut gravement endommagé lors des éruptions en 2001 et 2002. 
Le domaine de ski voisin de "Etna Nord" (5 km de pistes) est quant à lui situé à Linguaglossa, à plus de 35 km de route au nord de Nicolosi.